# Gunnel Ahlin
Gunnel Maria Ahlin nata Hellman (Orsa församling, 1º giugno 1908 – Stoccolma, 7 gennaio 2007) è stata una scrittrice svedese, autrice di libri per bambini.
Molte delle sue opere sono state pubblicate in più di cento Paesi e tradotte in sessanta lingue.
Era la figlia del rector John Hellman e della sua sposa Aina Albihn. Si sposò in 1946 con l'autore Lars Ahlin e ebbero un figlio, l'astronomo Per Ahlin.

## Opere
- Röster en sommar, 1960
- Här dansar, 1962
- Puls, 1964
- Refuge, 1967
- Hannibal sonen, 1974
- Hannibal segraren, 1982
- Lars Ahlin växer upp, 2001
- Nu ska vi ta pulsen på världen, 2005

## Premii
- 1982– Kellgrenpriset
- 1983 – Aniarapriset
- 2001 – De Nios Vinterpris
- 2002 – Birger Schöldströms pris